# Eulenspiegel Kinderbuchverlag
Der Eulenspiegel Kinderbuchverlag wurde 2010 offiziell als Imprint des Eulenspiegel Verlages ins Leben gerufen. Im Fokus des Verlagsprogramms steht die Wiederauflage von (DDR-)Klassikern der Kinderbuchliteratur.

## Entstehung
Der Karikaturist Heinz Behling, den eine langjährige Zusammenarbeit mit dem Eulenspiegel Verlag verband, war auch ein beliebter Kinderbuchillustrator. So wurde, als er in den neunziger Jahren seinem Hausverlag ein Portfolio seiner Kinderbücher anbot, entschieden, das traditionelle Satire-Programm des Verlages um ein Genre zu erweitern. Mit Wiederauflagen der Bilderbücher »Alarm im Kasperletheater« und »Teddy Brumm« des Autor-Zeichner-Duos Nils Werner und Heinz Behling erschienen erstmals Kinderbücher im Eulenspiegel Verlag. Weitere Bücher folgten, Nachauflagen und bald auch neu entwickelte Projekte, die zunächst unter dem Label des Eulenspiegel Verlages veröffentlicht wurden. Um seinen Marktauftritt im Segment des Kinderbuchs zu stärken, entschied sich der Verlag zur Gründung eines Imprints, sodass 2010 der Eulenspiegel Kinderbuchverlag entstand. Das Buch »Alarm im Kasperletheater« gehört bis heute zu den erfolgreichsten Titeln.

## Veröffentlichungen (Auswahl)

### DDR Kinderbücher
• Horst Beseler »Käuzchenkuhle«
   • Willi Meinck »Die seltsamen Abenteuer des Marco Polo«
   • Ilse und Vilmos Korn »Mohr und die Raben von London«

### (übersetzte) Klassiker der Kinderbuchliteratur
• Gianni Rodari »Die Geschäfte des Mister Cat«
   • Jens Sigsgaard »Paul allein auf der Welt«

### Pappbilderbücher fürs Erstlesealter (Kinder ab zwei Jahren)
Das umfasst alte und neue Kinderlieder und -gedichte, die neu illustriert werden und teilweise mit Notenbeigaben oder als Mitmachbücher erscheinen. Darunter:
   • »Die drei Spatzen«
   • »Klein Häslein wollt spazieren gehn«
   • »Der Herbst steht auf der Leiter«
   • »Erst kommt der Sonnenkäferpapa«

### Werke der frühen sozialistischen Kinderliteratur
• Alex Wedding »Ede und Unku«
   • Max Zimmering »Die Jagd nach dem Stiefel«
   • Ludwig Renn »Nobi«

### Kinderbücher der Hausautoren
• Peter Hacks »Jules Ratte«, »Der Flohmarkt«, beide illustriert von Klaus Ensikat, »Geschichten von Henriette und Onkel Titus«
   • Rainer Kirsch »Wie die Mathematik in die Welt kam«